# Babice (district de Prachatice)
Pour les articles homonymes, voir Babice.
Babice (en allemand : Bowitz) est une commune du district de Prachatice, dans la région de Bohême-du-Sud, en République tchèque. Sa population s'élevait à 153 habitants en 2023.

## Géographie
Babice se trouve à 5 km au sud-est de Netolice, à 18 km à l'est de Prachatice, à 19 km à l'ouest-nord-ouest de České Budějovice et à 118 km au sud de Prague.
La commune est limitée par Mahouš au nord, par Němčice à l'est, par Chvalovice et Lhenice au sud, et par Lužice et Netolice à l'ouest.

## Histoire
La première mention écrite de la localité date de 1259.

## Administration
La commune se compose de deux sections :
- Babice
- Zvěřetice

## Transports
Par la route, Babice se trouve à 23 km de Ceské Budejovice, à 25 km de Prachatice et à 152 km de Prague.